# キャナル・ストリート駅 (IND8番街線)
キャナル・ストリート駅 (キャナル・ストリートえき、英語: Canal Street) はニューヨーク市地下鉄IND8番街線の駅である。マンハッタンのキャナル・ストリートと6番街の交差点に位置し、A系統とE系統が終日、C系統が深夜を除く終日停車する。

## 駅構造
| G          | 地上階                                     | 出入口 |
| M          | 改札階                                     | 改札口、駅員詰所、メトロカード自動券売機 |
| P ホーム階 | 北行緩行線                                 | ← ジャマイカ・センター駅行き（スプリング・ストリート駅） |
| P ホーム階 | 島式ホーム、到着番線に応じた側のドアが開く | |
| P ホーム階 | 北行急行線                                 | ← 207丁目駅行き（深夜帯以外：西4丁目-ワシントン・スクエア駅、深夜帯：スプリング・ストリート駅） ← 168丁目駅行き（スプリング・ストリート駅）                                     |
| P ホーム階 | 南行急行線                                 | → 深夜帯以外：オゾン・パーク駅、ファー・ロッカウェイ駅行き（チェンバーズ・ストリート駅）→ 夕ラッシュ時：ロッカウェイ・パーク駅行き（チェンバーズ・ストリート駅）→               |
| P ホーム階 | 島式ホーム、到着番線に応じた側のドアが開く | |
| P ホーム階 | 南行緩行線                                 | → 深夜のみ：ファー・ロッカウェイ駅行き（チェンバーズ・ストリート駅）→ ユークリッド・アベニュー駅行き（チェンバーズ・ストリート駅）→ ワールド・トレード・センター駅行き（終点）→ |

この駅は1932年9月10日にキャナル・ストリート-ホランドトンネル駅 (英語: Canal Street-Holland Tunnel) として開業した。島式ホームを2面と緩行線2線、急行線2線を備えた2面4線構造の駅でホーム有効長は約660フィート (220m) である。また構内には急行線と緩行線を転線することが可能なようにシーサスクロッシングがあり、南行線は駅の南側に、北行線は駅の北側にある。また、南行ホーム南端には信号扱所がある。
駅はトライベッカとソーホーの境界線となっている同名の通りの下にあり、3つのポケットパーク（セント・ジョーンズ・パーク、デュアン・パーク、カヴァラ・パーク）に囲まれている。駅の1ブロック先にはホランド・トンネルの入口がある。周辺の建築物にはロフトが多いのも特徴である。

### 線路構造
駅の南側で線路は2層に分かれ、フイラングジャンクションで交差する。これはIND第2路線網としてワース・ストリート直下に建設される計画路線との分合流地点とすることを可能にするための構造である。計画された路線はワース・ストリートとイースト・ブロードウェイの下を通りイースト川を潜ってブルックリンに入る予定であった。この計画路線のために確保されている空間はワールド・トレード・センター駅発ジャマイカ・センター駅行きE系統の車内から見ることができる。この空間には「Worth St.」と書かれている。

### 出口
駅の出口は以下の通りである。

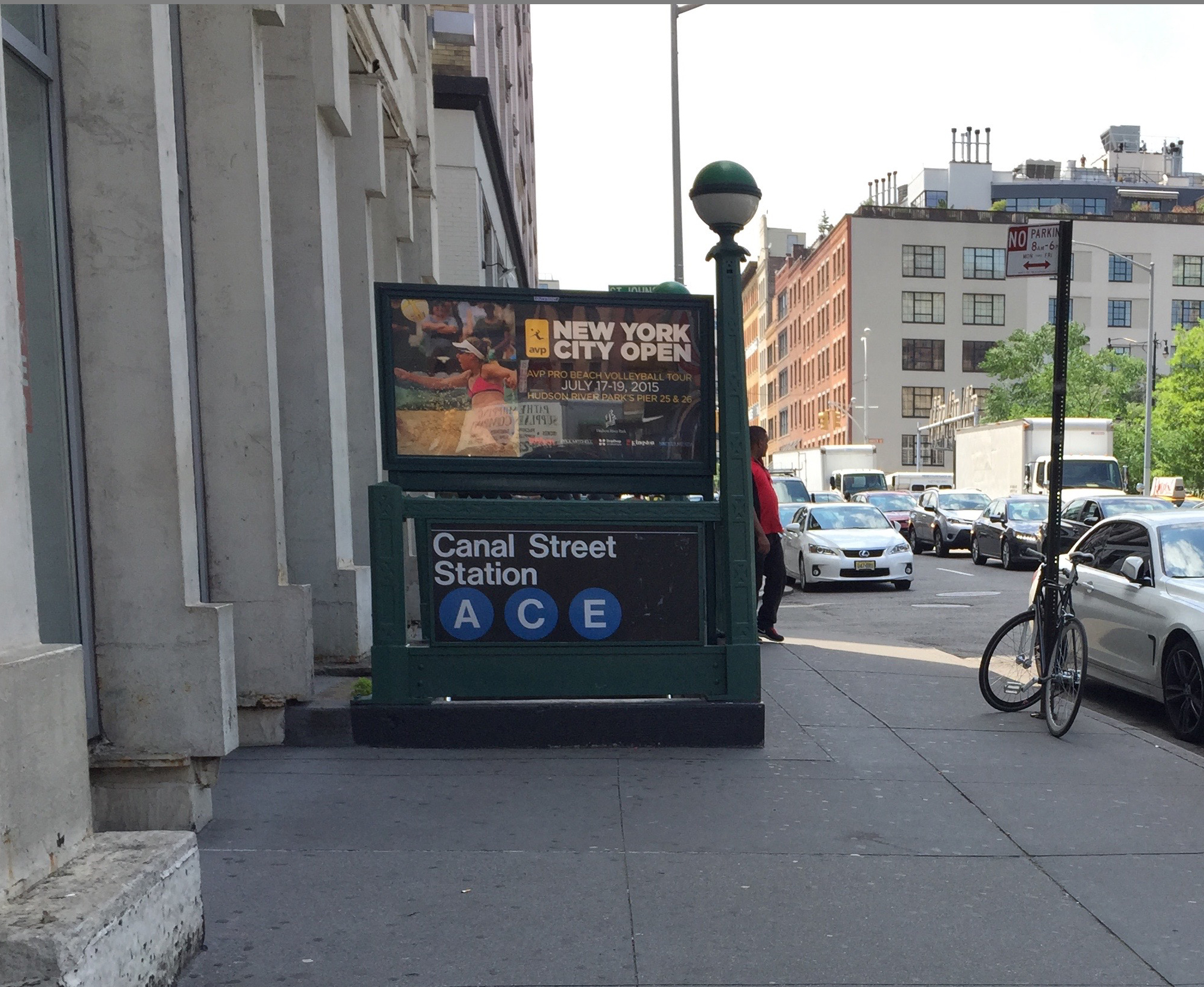
ライト・ストリートの階段

- 階段1つ、6番街とキャナル・ストリートの交差点北東[6]。
- 階段1つ、6番街とライト・ストリートの交差点南西[6]。
- 階段1つ、6番街とヨーク・ストリートの交差点南西[6]。
- 階段1つ、6番街とウエスト・ブロードウェイ、リスペナード・ストリートの交差点北東[6]。
- 階段1つ、6番街とウォーカー・ストリートの交差点北東[6]。
- AT&T ビルディング内[6]。